# Осія
О́сія, Хоше́я (VII ст. до н. е.) — старозавітній пророк Ізраїлю. У біблійній книзі пророка Осії невірність Ізраїлю представляється у вигляді духовного перелюбу і порівнюється з невірністю, яку автор пережив у своєму власному житті. Ця сімейна аналогія була пізніше розвинена у християнських концепціях Отцівства Бога і Церкви, як нареченої Христа.

## Пророк Осія

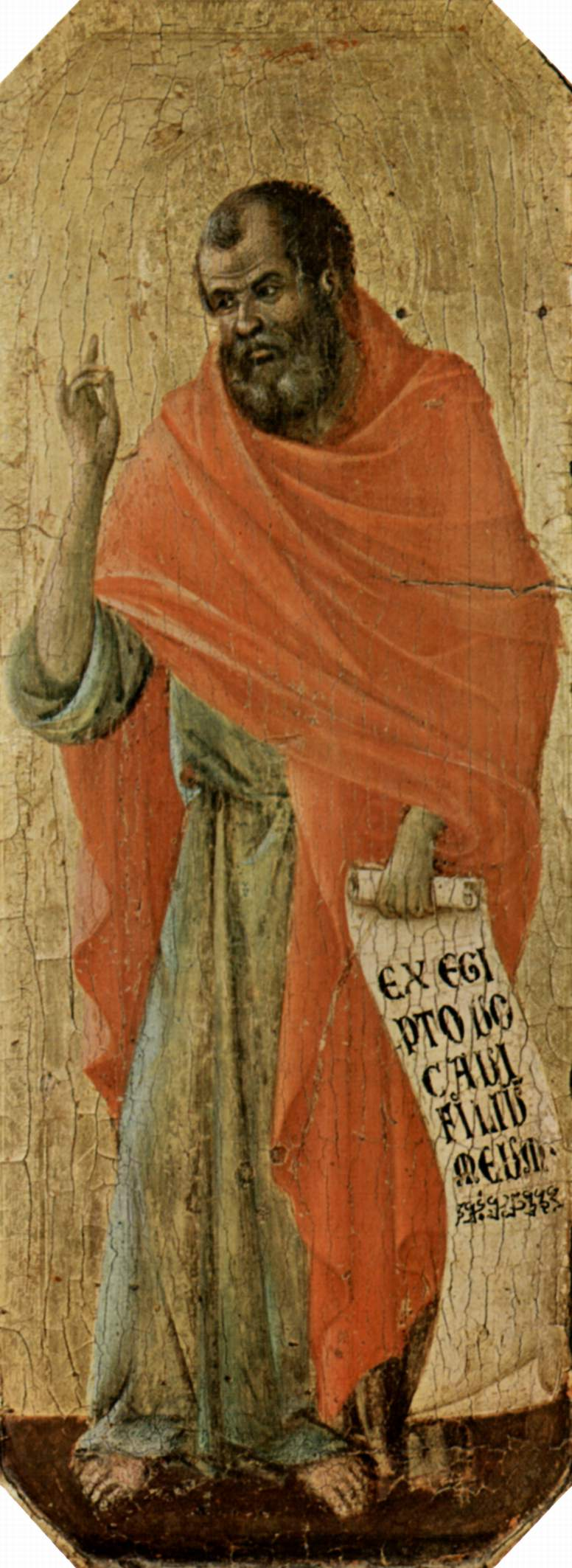
Дуччо ді Буонінсенья (бл. 1311): Пророк Осія

Пророк Осія жив за ізраїльського царя Єровоама II (†748), десь між 784–744 перед Христом. Служіння Осії охоплює період близько 60 років. Він був, скоріш за все, освіченою людиною, незалежно від того, чи займався він землеробством, чи був представником більш високих верств Ізраїлю.
Одруження Осії на блудниці Гомер було незвичною подією для біблійних часів (Ос. 1:2–3), і, звісно, дослідники і коментатори Біблії багато сперечались на цю тему. Скоріш за все, Гомер була усім відомою блудницею, на якій Осії було наказано одружитися, щоб продемонструвати відступництво Ізраїлю і вірну любов Бога, яка відображена у завіті.
Ціле своє довге життя пророк боровся проти відступництва Ізраїля від Ягве-Господа, яке він зображував символом жінки-блудниці. Він засуджував культ тельців у Бетелі та Дані — головний гріх Самарії. Боровся із великим занепадом народних звичаїв та з громадськими пороками, що кричали до неба. Наприкінці пророк розкриває безмірну любов Бога до свого народу. Попри всю безупинну віроломність народу та його неймовірну впертість, пророк таки знаходить для нього слова втіхи, обіцяючи йому, що він таки зазнає кращих — месіянських часів.

## Відзначення
30 жовтня на Пророка Осію колесо прощається з віссю — селяни затягали вози в хліви.